# Tâlharii
Tâlharii (în engleză The Goonies) este un film american de comedie și aventură din 1985, produs și regizat de Richard Donner după un scenariu de Chris Columbus. Filmul este bazat pe o poveste redactată de producătorului executiv Steven Spielberg. Filmul prezintă povestea unor copii din cartierul „Goon Docks” din Astoria, Oregon⁠(d) care, în încercarea de a-și salva casele care urmează să fie confiscate⁠(d), descoperă o hartă veche cu informații despre comoara pierdută a lui Willy Chiorul, un legendar pirat din secolul al XVII-lea. 
Produs de compania lui Spielberg, Amblin Entertainment, Warner Bros. a lansat filmul în cinematografe din Statele Unite pe 7 iunie 1985. Filmul a avut încasări de 125 de milioane de dolari la nivel global în comparație cu bugetul de 19 milioane de dolari și a devenit între timp un film cult. În 2017, filmul a fost selectat pentru conservare în Registrul Național de Film al Statelor Unite de către Biblioteca Congresului, fiind considerat „semnificativ din punct de vedere cultural, istoric sau estetic”.

## Intriga
Conștienți că locuințele lor din cartierul Goon Docks din Astoria, Oregon urmează să fie confiscate de către un club country⁠(d), un grup de copii, care-și spun „Goonies”, se întâlnesc pentru a petrece un ultim weekend împreună. Membrii săi sunt liderul optimist Mikey Walsh, fratele său mai mare Brandon, creativul Data, vorbărețul Mouth și neîndemânaticul Chunk.
Cotrobăind prin podul familiei Walsh, aceștia descoperă un dublon⁠(d) din 1632 și o hartă veche care conține informații despre locul comorii legendarului pirat „Willy Chiorul”. Conform hărții, comoara este situată în apropiere. Mikey îl consideră pe Willy drept un autentic Goonie. Aceștia îl imobilizează pe Brandon și pleacă spre un restaurant abandonat aflat pe coastă, loc indicat de hartă. Brandon îi urmărește împreună cu Andy, o majoretă îndrăgostită de acesta, și Stef, prietena lui Andy. Grupul descoperă că restaurantul abandonat este o ascunzătoare a familiei criminale Fratelli: Francis, Jake și mama lor. Aceștia găsesc un tunel în subsolul clădirii și se decid să-l investigheze, însă când Chunk oprește o mașină și îl roagă pe șofer să-l anunțe pe șerif, acesta este capturat de Fratelli și închis alături de Sloth, fratele lor deformat. Familia îl interoghează pe Chunk până în momentul în care dezvăluie scopul grupului Goonies, iar apoi pornesc în căutarea lor. Chunk este lăsat alături de Sloth, însă cei doi se împrietenesc. După ce Sloth se eliberează, Chunk îl contactează pe șerif, iar apoi pornește pe urmele familiei Fratelli împreună cu fratele acestora.
Grupul reușește să evite mai multe capcane⁠(d) mortale din interiorul tunelurilor. În cele din urmă, ajung la grota unde este ancorată corabia piratului Willy - Inferno - este situată. Aceștia descoperă că este plină de comori și încep să-și umple buzunarele, însă Mikey îi avertizează să nu ia nimic de pe cântarul aflat în fața lui Willy, considerând acele monede drept tributul lor. În timp ce părăsesc corabia, dau nas în nas cu membrii familiei Fratelli și comorile le sunt furate. Aceștia îi imobilizează pe copii și îi obligă să meargă pe scândură⁠(d), însă Chunk și Sloth sosesc la timp și le distrag atenția suficient de mult încât să permită grupului să sară peste bord și să scape. Familia Fratelli se decide să fure întreaga comoară, inclusiv monedele de pe cântarul lui WIlly; acest fapt declanșează o capcană și întreaga grotă începe să se prăbușească. Cu ajutorul lui Sloth, Goonies și familia Fratelli reușesc să scape.
Cele două grupuri ies pe plaja din Astoria, unde se întâlnesc cu familiile lor și cu poliția. Membrii framiliei Fratelli sunt arestați, dar Chunk îi împiedică să-l aresteze pe Sloth și îl invită pe acesta să locuiască alături de el. Tocmai când tatăl lui Mikey era pe cale să semneze actele de executare silită, menajera familiei Walsh, Rosalita, descoperă că geanta lui Mikey este plină cu pietre prețioase, cele pe care Fratelli nu au reușit să le fure. Tatăl său rupte documentele, declarând că acum au suficienți bani pentru a împiedica confiscarea locuințelor. În timp ce-și povesteau aventura jurnaliștilor și polițiștilor sceptici, aceștia observă corabia Inferno, eliberată din grotă și navigând în depărtare.

## Distribuție
- Sean Astin - Michael „Mikey” Walsh, liderul astmatic al grupului Goonies
- Josh Brolin - Brandon „Brand” Walsh, un atlet licean și fratele mai mare al lui Mikey
- Jeff Cohen⁠(d) - Lawrence „Chunk” Cohen, un membru neîndemânatic și lacom
- Corey Feldman - Clark „Mouth” Devereaux, un Goonie vorbăreț.
- Jonathan Ke Huy Quan⁠(d) - Richard „Data” Wang, un admirator al lui James Bond și amator de gadgeturi
- Kerri Green⁠(d) - Andrea Theresa „Andy” Carmichael, o majoretă de liceu îndrăgostită de Brand
- Martha Plimpton⁠(d) - Stephanie „Stef” Steinbrenner, cea mai bună prietenă a lui Andy
- John Matuszak⁠(d) - Lotney „Sloth” Fratelli, fiul deformat și abuzat, dar cu inimă de copil al familiei Fratelli.
- Anne Ramsey - mama  fraților Fratelli, o criminală născută în Italia
- Robert Davi - Jake Fratelli, un falsificator⁠(d) și un deținut recent evadat
- Joe Pantoliano - Francis Fratelli
- Mary Ellen Trainor⁠(d) - Irene Walsh, mama fraților Walsh
- Keith Walker⁠(d) - Irving Walsh, tatăl lui Mikey și Brand și curator la muzeul de istorie local
- Lupe Ontiveros⁠(d) - Rosalita, menajera mexicană a familiei Walsh
- Steve Antin⁠(d) - Troy Perkins, fiul răsfățat al proprietarului Astoria Country Club
- Curt Hanson - domnului Perkins, tatăl milionar al lui Troy
- Michael Paul Chan⁠(d) - domnului Wang, tatăl lui Data
- Charles McDaniel - domnul Cohen, tatăl lui Chunk
- Paul Tuerpe - șeriful
- George Robotham⁠(d) - gardian al închisorii
- Keenan Wynn - Chester Copperpot (necreditat)

Regizorul Richard Donner are un rol cameo ca adjunct al șerifului. Directorul de imagine al filmului, Nick McLean⁠(d), apare în rolul tatălui lui Mouth. Rolul agentului FBI mort a fost interpretat de cascadorul Ted Grossman.